# Kamo (fiume del Giappone)
Il Kamo (鴨川?, Kamo-gawa) è un fiume del Giappone che attraversa la città di Kyoto, sull'isola di Honshū. Il fiume è lungo 31 km.